# Метротрам

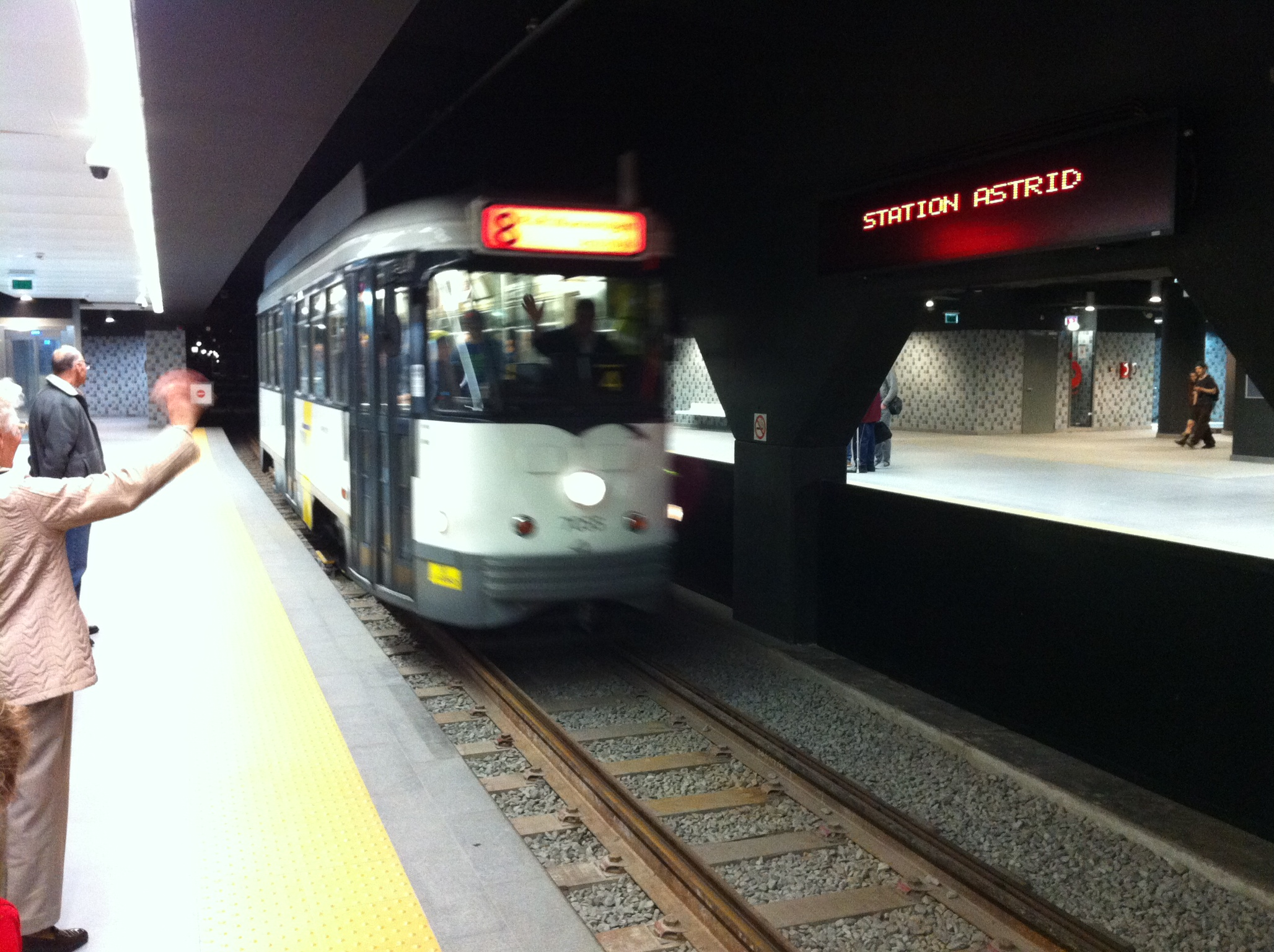
Підземний трамвай в Антверпені, Бельгія

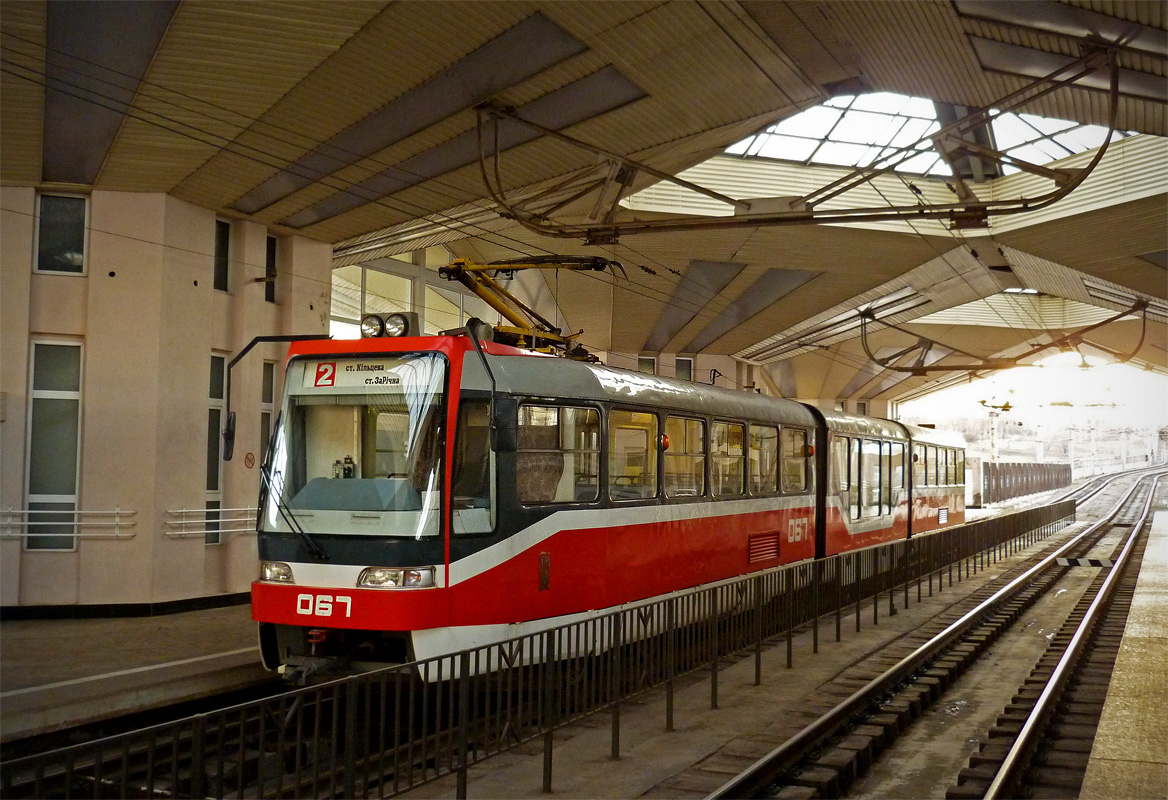
Метротрам у Кривому Розі, Україна

Метротра́м (також метротрамва́й, преметро́, підзе́мний трамва́й) — рейковий міський транспорт підземно-наземного типу; найчастіше окрема трамвайна система, що відповідає всім стандартам швидкісного трамваю, тобто відділена від проїзної частини, але, крім цього, має підземні ділянки.
Метротрам поєднує переваги метрополітену і трамваю, при цьому позбавлений деяких їхніх недоліків.
Переваги метротраму — абсолютно відокремлений від інших транспортних потоків рух (відносно звичайного трамваю), менша вартість рухомого складу (відносно метро), можливість прокласти підземні ділянки там, де неможливо наземні (відносно швидкісного трамваю). Недоліки — менша місткість, ніж у потягах метро, набагато вища вартість будівництва й експлуатації тунелів, порівняно зі швидкісним трамваєм, який цього не потребує.
Часто підземний трамвай будували, якщо на будівництво власне метро не вистачало коштів. Таким чином створювалася мережа тунелів, на основі яких пізніше можна було створити повноцінну систему метро (з важчим багатовагонним рухомим складом). Таким чином виникло метро Брюсселя, хоча деякі маршрути не було переобладнано під метро і на них експлуатуються звичайні міські трамваї.
Лінії метротраму існують у Антверпені, Шарлеруа й Брюсселі (Бельгія), Гаазі (Нідерланди), Сан-Франциско (США), Кракові (див. Краківський швидкісний трамвай, Польща), деяких містах Німеччини,  в Цюриху, у Волгограді (Волгоградський метротрам, Росія) та Кривому Розі (див. Криворізький швидкісний трамвай).
Інколи системи метротраму називають швидкісним трамваєм (як у Кривому Розі). Це зумовлено тим, що метротрам є фактично різновидом швидкісного трамваю.
У Єревані (Вірменія) систему, що її почали будувати як метротрам, ще до відкриття було перетворено на метрополітен. Метрополітени Челябінська (див. Челябінський метрополітен, Росія) та Донецька (див. Донецький метрополітен), будівництво яких ведеться, спочатку проєктувалися як метротрами. Будівництво метротрамів у Ризі (Латвія) та Львові (див. Львівський підземний трамвай) було розпочато, але згодом скасовано. На стадії проєктування було скасовано також будівництво метротраму Одеси та метро Пермі (Росія).
У Ростові-на-Дону, Саратові, Барнаулі (Росія), Вільнюсі (Литва), Таллінні (Естонія) проєктується метротрам, у ряді інших міст — близька система легкого метрополітену.